# Трояновська Лариса Володимирівна
Лариса Володимирівна Троянóвська (нар. 19 січня 1963 року в місті Коростень, Житомирської області) — українська актриса театру та кіно. Заслужена артистка України (2013)[джерело?], народна артистка України (2025), дворазова лауреатка театральної премії "Київська пектораль" (2019, 2023). Провідна акторка Київського академічного драматичного Театру на Подолі.

## Життєпис
Лариса Володимирівна Трояновська народилася 19 січня 1963 року в місті Коростень, Житомирської області.
Батько Володимир Сергійович Трояновський (1936—2023) був військовим, мати Галина Степанівна Бистрицька (нар.1937 р.) працювала фельдшером.
Лариса — єдина дитина в сім’ї. З дитинства мріяла стати акторкою, тому почала відвідувати гурток художнього слова при Будинку піонерів (тепер Будинок творчості), де викладала Кавалевська Фаїна Соломонівна.
Навчалася в 130-й школі в м. Київ.
1980 року вступила в Київський національний університет театру, кіно і телебачення ім. Івана Карпенка-Карого на курс Леоніда Артемовича Олійника. Другими педагогами на цьому курсі були Олег Микитович Шаварський і Ада Миколаївна Роговцева.
1984—1986 — працювала в «Укрконцерті» (м. Київ).
1986 — працювала в Новгородському обласному театрі.
1986—1987 — працювала у Новгородській обласній філармонії.
1987—1988 — працювала в Київському державному театрі оперети.
З 1988 року працює у Київському академічному драматичному Театрі на Подолі. 

## Сім'я
Батько — Трояновський Володимир Сергійович (1936—2023).
Мати — Бистрицька Галина Степанівна (нар. 1937 р.).
Чоловік – Плотніков Олександр Вікторович (у шлюбі з 1989 по 2008).
Донька — Дорош Анастасія Олександрівна (нар. 1991 р.). 

## Театральні роботи

### Київський академічний драматичний Театр на Подолі
- 1988 — В. Висоцький «…Та я прийду по ваші душі…» —  Пролог (реж. І. Славинський).
- ? — К. Паустовський «Інтермецо» — моновистава (реж. І. Славинський).
- 1988 — Л. Де Вега «Мадридські води» — Служниця (реж. І. Славинський).
- ? — О. Табаков, Е. Успенський «Білосніжка та семеро гномів» — Ромашка (реж. В. Малахов).
- 1991 —  Р. Качалов, Е. Успенський «Скарби Бахрама» — Берізка (реж. Р. Здор).
- ? — М. Цветаєва «Любові старовинні тумани» —  моновистава (реж. І. Славинський).
- 1996 — Т. Іващенко «Зумій за хвіст спіймати бісенятко, або як вийти заміж» —  Галя (реж. О. Івахно).
- ? — А. Стріндберг «Фрекен Юлія» — Служниця Кристина (реж. В. Чхаїдзе).
- 1997 — Т. Іващенко «Я вбив» — Дружина (реж. І. Славинський).
- 1998 — О. Корнійчук «В степах України» — Галя (реж. В. Малахов).
- 1998 — Т. Іващенко «Таїна буття» — Ольга Хоружинська (реж. В. Семенцов).
- 2001 — О. Коротко «Квартал Небожителів» — Розпорядник (реж. В. Малахов).
- 2003 — А. Чехов «Дядя Ваня» — Марина, нянька (реж. В. Малахов).
- 2005 — М. Булгаков «Дивакуватий Журден» — Учитель співу (реж. В. Малахов).
- ? — М. Гоголь «Страшна казка» — Відьма; Ворожка (реж. В. Малахов).
- ? — В. Станілов «Опера Мафіозо» — Джуліана (реж. В. Малахов).
- 2006 — М. Куліш «Передчуття Мини Мазайла» — Тьотя Мотя (реж. В. Малахов).
- 2007 — М. Булгаков «Склади слово "Вічність" («Щоденник молодого лікаря») — Анна Миколаївна (реж. В. Малахов).
- 2008 — А. Крим «Звідки беруться діти» («Допомогти так легко») — Поліна (реж. В. Малахов).
- ? — О. Коломієць «Фараони» — Ганна (реж. В. Малахов).
- 2010 — А. Крим «Льовушка» — Бабуся Даша (реж. I. Славінський).
- 2011 — М. Горький  «На дні» — Квашня (реж. В. Малахов).
- 2012 — А. Крим «Лист Богу» — Зінаїда (реж. І. Славінський).
- 2013 — Р. Тома «Пастка для самотнього чоловіка» — Елізабет (реж. I. Славінський).
- 2014 — М. Цвєтаєва «Приходьте до мене» — моновистава (реж. І. Славінський).
- 2015 — Т. Іващенко «Замовляю любов» — Віра Миколаївна (реж. С. Павлюк).
- 2015 — В. Розов «Вічно живі» — Нюра, хліборізка (реж. В. Малахов).
- 2017 — К. Чапек «Мати» — Жіночий голос по радіо (реж. І. Матіїв).
- 2018 — Л. Піранделло «Шестеро персонажів у пошуках автора» — Прима (реж. В. Малахов).
- 2018 — Д. Фо Ф. Раме «Вільні стосунки» — Антонія (реж. I. Матіїв).
- 2019 — М. Булгаков «Зойчина квартира» — Манюшка (реж. М. Голенко).
- 2019 — О. Прибіш «За двома зайцями» — Секлита Пилипівна Лимериха (реж. I. Матіїв).
- 2019 — А. Курков «Сірі бджоли» — Свєтка (реж. В. Малахов).
- 2023 — Д. Черчілль «Декоратор» — Джейн (реж. І. Матіїв).
- 2023 — Н. Ворожбит «Зелені коридори» — Кошатниця, Надія Танашевич (реж. М. Голенко).
- 2024 — О. Гриценко «Молочайник» — Мама (реж. I. Матіїв).
- 2025 — А. Менчелл «Золоті дівчата» — Іда (реж. I. Матіїв).

### Київська академічна майстерня театрального мистецтва “Сузір’я”
- 2004 — Т. Іващенко «Мені тісно в імені своєму» — Айседора Дункан (реж. В. Борисюк).[4]
- ? — М. Цвєтаєва «Соната для трьох А» — роль (реж. I. Славінський).

## Фільмографія
| Рік  |   | Українська назва                    | Оригінальна назва | Роль                      |
| ---- | - | ----------------------------------- | ----------------- | ------------------------- |
| 2006 | ф | Повернення Мухтара—3                |                   | Валентина                 |
| 2006 | ф | За все тобі дякую 2                 |                   | роль                      |
| 2007 | ф | Повернення Мухтара—4                |                   | Анфіса                    |
| 2007 | ф | Серцю не накажеш                    |                   | епізод                    |
| 2008 | ф | День незалежності                   |                   | роль                      |
| 2009 | ф | Розлучниця                          |                   | епізод                    |
| 2011 | ф | Я тебе ніколи не забуду             |                   | Фрося                     |
| 2011 | ф | Повернення Мухтара—7                |                   | Віра Лимонникова          |
| 2011 | ф | Гніздо ластівки                     |                   | Продавець                 |
| 2011 | ф | СБУ. Спецоперація                   |                   | Сусідка                   |
| 2011 | ф | Остання крапля                      |                   | роль                      |
| 2013 | ф | Агент                               |                   | епізод                    |
| 2013 | ф | Як гартувався стайл                 |                   | епізод                    |
| 2013 | ф | Свєтка                              |                   | роль                      |
| 2014 | ф | Жіночий лікар—2                     |                   | Мати Андрія               |
| 2014 | ф | Гречанка                            |                   | епізод                    |
| 2015 | ф | Метелики                            |                   | Провідниця поїзда         |
| 2015 | ф | Гіпноз                              |                   | Дружина Валуцького        |
| 2015 | ф | Гвардія                             |                   | Семенівна                 |
| 2016 | ф | Дім на холодному ключі              |                   | Касир на вокзалі          |
| 2016 | ф | Співачка                            |                   | Катерина Михайлівна       |
| 2016 | ф | Весільна сукня                      |                   | епізод                    |
| 2016 | ф | Центральна лікарня                  |                   | Тамара Михайлівна         |
| 2016 | ф | Вікно життя                         |                   | Алла                      |
| 2017 | ф | Майор і магія                       |                   | Жанна Аркадіївна          |
| 2017 | ф | Двигун внутрішнього згорання        |                   | Вахтер                    |
| 2017 | ф | Артистка                            |                   | епізод                    |
| 2017 | ф | Коротке слово «ні                   |                   | епізод                    |
| 2017 | ф | Веселка в небі                      |                   | епізод                    |
| 2018 | ф | Сестра у спадок                     |                   | епізод                    |
| 2018 | ф | Папаньки                            |                   | Галина Петрівна Павленко  |
| 2018 | ф | Смак щастя                          |                   | Покупець                  |
| 2018 | ф | Найкращий чоловік                   |                   | Світлана                  |
| 2018 | ф | Скарбниця життя                     |                   | Бухгалтер                 |
| 2018 | ф | Аметистова сережка                  |                   | Завідувачка дитсадка      |
| 2018 | ф | Реальна містика» серія «Ромова баба |                   | Ромова баба               |
| 2019 | ф | Зоя                                 |                   | Зіна                      |
| 2019 | ф | З вовками жити                      |                   | Клавдія Петрівна          |
| 2019 | ф | Втрачені спогади                    |                   | Таксистка                 |
| 2019 | ф | Доторкнутися до серця               |                   | Мати Людмили              |
| 2020 | ф | Не відпускай                        |                   | Валентина                 |
| 2021 | ф | Вірина любов                        |                   | епізод                    |
| 2021 | ф | Чужа родина                         |                   | роль                      |
| 2021 | ф | Невірна                             |                   | Марія Терещенко           |
| 2021 | ф | Моя улюблена Страшко                |                   | Любов Сергіївна Коваленко |
| 2021 | ф | Материнське серце                   |                   | епізод                    |
| 2022 | ф | Здається надії немає                |                   | епізод                    |
| 2023 | ф | Ми ніколи не будемо разом           |                   | Надія                     |
| 2023 | ф | Одна родина. Весілля                |                   | Люба                      |
| 2023 | ф | Одна родина                         |                   | Ганна                     |
| 2024 | ф | Яса                                 |                   | роль                      |

## Фестивалі
- ? — Всеукраїнський дитячий фестиваль «Світ талантів» — Сценарист.
- ? — Всеукраїнський дитячий фестиваль «Світ талантів» — Ведуча.
- 24-26.02.2023 — І Всеукраїнський конкурс вокально-інструментального мистецтва ім. Миколи Лисенка «Ой, заграйте, музиченьки» — експерт журі.
- 21.01.2024 — ІІІ ВеукраЇнський двотуровий фестиваль-конкурс мистецтв «Різдвяна Україна» (м.Київ) — експерт журі.
- 28-31.03.2024 — Всеукраїнський двотуровий фестиваль-конкурс мистецтв «Країна Кобзаря» (м. Київ) — експерт журі.
- 13.03.2025 — 4-й Конкурс читців ім. Т. Шевченка «В сім′ї вольній, новій» (м. Київ) — експерт журі (інші експерти журі: Дмитро Гончаренко, заслужений діяч мистецтв України Герман Архипов, Володимир Ноженко, заслужений працівник культури Зоя Ружина).

## Інші проєкти
- ? — Всеукраїнська премія «Жінка III тисячоліття» — Сценарист; Режисер.
- ? — Аудіокнига «Дзвони Чорнобиля» — Диктор.
- 18.10.2014 — Творчий вечір Тетяни Іващенко в театрі «Сузір'я» (за участю: міністр культури України Євген Нищук, народна артистка України Тетяна Стебловська, театрознавець Алла Підлужна, продюсер та режисер Герман Архипов, заслужений артист України Ігор Славінський та ін.) — Ведуча (реж. І. Славінський).[5]
- 15.11.2014 — Творчий вечір Лариси Трояновської — виконання віршів М. Цвєтаєвої та ін. — Центральна спеціалізована бібліотека для сліпих ім. М. Островського,                                 м. Київ. [6]
- 15.07.2018 — Творча зустріч акторів Театру на Подолі В'ячеслава Довженка та заслуженої артистки України Лариси Трояновської (Львівська обл., смт. Східниця).
- 11.01.2020 — Творчий вечір драматурга Тетяни Іващенко (за участю: народний артист України Євген Нищук, народна артистка України Тетяна Стебловська, заслужена артистка України Ірина Стежка, заслужений діяч митецтв України Герман Архипов, театрознавець Ганна Липківська, балетмейстери Ольга Семьошкіна, Сергій Швидкий та ін.) — Ведуча; Режисер — театр «Сузірʼя».[7]
- 10.11.2020 — Творчий вечір Лариси Трояновської «Життя за лаштунками театру і кіно» (літній лекторій, м. Дрогобич). [8]
- 2021 — Творча зустріч з Ларисою Трояновською (за участю заслуженого діяча мистецтв Украіни Германа Архипова) — Київський літературно-меморіальний музей ім. Максима Рильського.
- 19.12.2021 — Радіо-вистава А. Крісті «Таємниця іспанської шалі» — Диктор.
- 31.12.2021 — Аудіокнига Д. Аліг'єрі «З похмурого лісу густого до Раю» — Диктор.
- 19.04.2022 — Благодійна літературно-мистецька зустріч «Мельпомена у вогні» (м. Дрогобич) — виступ.[9]
- 15.05.2022 — Концерт з нагоди Дня матері та Міжнародного дня сім'ї (м. Дрогобич) — виконання віршів В. Симоненка «Лебеді материнства» та ін.[10]
- 27.05.2022 — Благодійна музейно-мистецька академія «Все буде Франкова Україна!» (Львівська обл., с. Нагуєвичі) – монолог О. Хоружинської із п'єси Т. Іващенко «Таїна буття».[11]
- 11.07.2022 — Вистава «UNIVERSUM» (за творами Б. Шульца, А. Тушинської, Ф. Ніцше, С. Беккета) — Агата (реж. І. Шаран).
- 28.05.2023 — Автограф-сесія на День Києва (за участю: заслужений артист України В'ячеслав Довженко, заслужена артистка України Ірина Мак, Віктор Романченко, Максим Самчик та ін). [12]
- 25.02.2025 — Вистава-концерт про життя і творчість Лесі Українки (м. Київ) — виконання віршів (за участю: Михайла Жоніна, народного артиста України Тараса Компаніченка, заслуженої артистки України Анни Заклецької). [13]
- 19.03.2025 — Музично-поетична вистава «Ліно» (до Дня народження Ліни Костенко) — виконання віршів (за участю: Михайла Жоніна, заслуженої артистки України Анни Заклецької, народного артиста України Тараса Компаніченка).
- 30.04.2025 — Вечір українського гумору і сатири Павла Глазового (м. Київ) — виконання творів.

## Озвучення та дубляж
| Рік       | Українська назва                 | Оригінальна назва                      | Роль        | Актор оригіналу  |
| 1970—2011 | т/с «Всі мої діти»               | «All My Children»                      | ?           | ?                |
| 1994—2009 | т/с «Швидка допомога»            | «Emergency Room»                       | ?           | ?                |
| 1995—1996 | м/ф «Нові пригоди Арсена Люпена» | «Les Nouveaux Exploits d'Arsene Lupin» | ?           | ?                |
| 1997—2007 | т/с «Команда мрії»               | ?                                      | ?           | ?                |
| 1998—2004 | х/ф «Секс у великому місті»      | «Sex and the City»                     | ?           | ?                |
| 2002      | т/с «Таємничий знак»             | «Тайный знак»                          | ?           | ?                |
| 2003—2007 | т/с «Закон "Мерфі»               | «Murphy s'Law»                         | ?           | ?                |
| 2004      | т/с «Кохання і таємниці»         | «Amanti e segreti»                     | ?           | ?                |
| 2004      | т/с «Зоряний крейсер "Галактика» | «Battlestar Galactica»                 | ?           | ?                |
| 2006      | т/с «Пані Президент»             | «L'etat de Grace»                      | ?           | ?                |
| 2008      | м/ф «Мисливці за драконами»      | «Chasseurs de dragons»                 | ?           | ?                |
| 2008      | х/ф «Темний лицар»               | «The Dark Knight»                      | Рейчел Доуз | Меггі Джилленгол |
| ?         | м/ф «Angry Birds»                | «Angry Birds»                          | ?           | ?                |

## Нагороди та номінації
- Подяка за участь у благодійній програмі «Допомогти так легко!».
- Подяка за високий професіоналізм, яскравий талант та активну участь у Всеукраїнській акції «Мистецтво проти наркоманії та СНІДу».
- 14.05.2001 — Диплом за високу театральну культуру (м. Київ).
- Відзнака за досягнення в розвитку культури і мистецтв.
- 9.11.2003 — Подяка за вагомий особистий внесок у популяризацію української мови, активну громадську діяльність.
- Лауреат театрального фестивалю «Ноїв ковчег» (м. Севастополь).
- 2004 — Лауреат фестивалю «Кафа-2004» (м. Сімферополь).
- Лауреат театрального фестивалю «Прем’єри сезону» (м. Івано-Франківськ).
- Призер театрального фестивалю «Тернопільські вечори».
- 28.04-02.05.2005 — Диплом за участь в Міжнародному фестивалі монодрами.
- Подяка міського голови за вагомий внесок у популяризацію української мови і активну громадську діяльність.
- 5-9.10.2007 — Диплом за участь у Першому міжнародному фестивалі камерних вистав драматичних театрів з виставою «Мені тісно в імені твоєму» (м. Ужгород).
- 28.05.2008 — Диплом члена-кореспондента академії наук (м. Київ).

- 2013 — Заслужена артистка України.
- 2013 — Лауреат «ІХ-го Міжнародного театрального фестивалю жіночої творчості імені Марії Заньковецької» (м. Ніжин) — за біографічну переконливість образу – Айседора Дункан (вистава «Мені тісно в імені своєму» реж. В. Борисюк).[14]
- 27.03.2020 — Театральна премія «Київська пектораль» — за найкраще виконання жіночої ролі другого плану —  Манюшка, покоївка Зоя (вистава «Зойчина квартира» реж. М. Голенко).
- 2021 — Подяка за активну діяльність спрямовану на розвиток національної культури та мистецтва, за високий професіоналізм і вагомий внесок у розвиток фестивального руху (м. Київ).
- 19.01.2023 — Почесна грамота за вагомий внесок у розвиток Товариства «Знання» України, поширення сучасних знань, духовне збагачення українського суспільства.
- 28.03.2023 — Театральна премія «Київська пектораль» — за найкраще виконання жіночої ролі другого плану — Кошатниця та Надя Танашевич (вистава «Зелені коридори» реж. М. Голенко).
- 27-28.05.2023 — Подяка за участь у благодійному заході до дня Києва.
- 27.03.2025 — Народна артистка України.